# 里米尼 (蒙大拿州)
里米尼（英語：Rimini）是位於美國蒙大拿州劉易斯與克拉克縣的普查規定居民點。

## 歷史
里米尼的郵局於1884年設立，其後於1936年停運。

## 人口
根據2020年美國人口普查的數據，里米尼的面積為0.79平方千米，皆為陸地。當地共有人口51人，而人口密度為每平方千米64.56人。